# Kitajske oborožene sile
Ljudska osvobodilna vojska predstavlja oborožene sile Ljudske republike Kitajske in oboroženo krilo ustanovitvene in vladajoče politične stranke Ljudske republike Kitajske, Komunistične partije Kitajske. Poleg Osrednje vojaške komisije in več manjših enot neposredno pod njo ima Ljudska osvobodilna vojska pet glavnih vej: Kopenske sile Ljudske osvobodilne vojske, Vojno mornarico Ljudske osvobodilne vojske, Vojno letalstvo Ljudske osvobodilne vojske, Raketne sile Ljudske osvobodilne vojske in Strateške podporne sile Ljudske osvobodilne vojske. Večina vojaških enot v državi je dodeljena enemu od petih poveljstev teatrov glede na geografsko lego. Ljudska osvobodilna vojska je največja svetovna vojaška sila glede na število pripadnikov (brez pripadnikov paravojaške organizacije in rezervistov), po višini obrambnega proračuna pa je na drugem mestu. Je ena najhitreje modernizirajočih se oboroženih sil na svetu in je bila omenjena kot potencialna vojaška velesila z znatnimi zmožnostmi za regionalno obrambo in rastočimi zmožnostmi za projiciranje moči.
Kitajska je jedrska država in je prvi jedrski poskus izvedla 16. oktobra 1964. Od takrat je jedrski arzenal postopoma naraščal. V 80. in 90. letih 20. stoletja je obsegal okrog 150, danes pa okrog 350 jedrskih bojnih glav (2020). Kitajska lahko jedrske bojne glave dostavi z medcelinskimi balističnimi raketami, bombniki ali s podmorniškimi balističnimi raketami in ima tako vzpostavljeno jedrsko triado.
Kitajski izdatki za obrambo so v zadnjih 15 letih letno rasli za okrog 10 %. Leta 2013 so po podatkih Stockholmskega mednarodnega raziskovalnega instituta za mir (SIPRI) znašali 188,5 mrd USD.